# 和釘
和釘（わくぎ）とは、日本独自に発達した釘の一種。

## 日本での使用
- 洋釘が日本に伝わるまでは、日本の釘は全て和釘だったが、やがて洋釘が一般となり、和釘はほぼ消滅した。
- 古式日本建築、仏像や和船などの新造や修理などで、その耐久性の高さから現在でも使われることがある。
- 洋釘普及後もしばらくは、和釘のほうが利きが良い、錆びにくいなどの理由で、和釘を好む大工もおり、建築主のなかにも、洋釘を用いないことを大工との契約条件の1つに提示する者もいた[1]。